# Барсуков, Георгий Дмитриевич
Георгий Дмитриевич Барсуков (1905 , Кронштадт — 1963, Москва) — советский военачальник, генерал-лейтенант артиллерии.

## Происхождение
Родился в семье капитана по Адмиралтейству Дмитрия Сергеевича Барсукова, бывшего содержателя шкиперской части крейсера «Варяг» и участника боя при Чемульпо.

## Служба в РККА
В РККА с 15 января 1922 года. Окончил артиллерийское училище и в 1938 году с отличием окончил Военную академию имени М. В. Фрунзе. После окончания академии, преподавал там же тактику артиллерии.  20 мая 1941 года подполковник Барсуков назначен командиром артиллерийского гаубичного полка в Прибалтийский военный округ.

## Участие вВеликой Отечественной войне
В начале Отечественной войны командовал артиллерийским полком и занимал должность начальника артиллерии 180-й стрелковой дивизии. Командуя артиллерийской группой в составе 4-х артиллерийских полков в течение 3-х суток удерживал немецкие войска на подступах к городу Старая Русса. В сентябре 1941 года в должности начальника артиллерии оперативной группы Северо-Западного фронта обеспечил организацию обороны в районах Свануще и Коновдино.
В должности начальника оперативного управления Управления начальника артиллерии Западного фронта полковник Барсуков принимал участие в обороне Москвы и в разработке мероприятий по проведению прорыва обороны противника западнее Волоколамска. 22 февраля 1942 года «за образцовое обеспечение боевых заданий командования» награжден орденом Красного Знамени.
5 июля 1943 года присвоено звание генерал-майора артиллерии. В должности начальника штаба управления начальника артиллерии Западного фронта генерал-майор Барсуков принимал участие в Смоленской наступательной операции и 28 сентября 1943 года «за умелое и мужественное руководство боевыми операциями по захвату городов Смоленск и Рославль» награжден орденом Кутузова II степени.
В должности начальника штаба артиллерии 3-го Белорусского фронта отличился при проведении Белорусской наступательной операции и 3 июля 1944 года «за умелое и мужественное руководство боевыми операциями» награжден орденом Суворова II степени .
В 1945 году отличился при проведении Восточно-Прусской наступательной операции и «за образцовое выполнение боевых заданий командования на фронте борьбы с немецкими захватчиками по ликвидации группировки немцев юго-западнее гор. Кенигсберг и овладение гор. Кенигсберг» награжден орденом Богдана Хмельницкого I степени .

## Послевоенная служба
31 мая 1954 года присвоено звание генерал-лейтенанта артиллерии. Последние годы жизни занимал должность заместителя начальника Военной академии имени Ф. Э. Дзержинского.
Похоронен на Новодевичьем кладбище Москвы.